# 格兰特·霍洛威
斯坦利·格兰特·霍洛威，OLY（1997年11月19日—）是美国男子田径运动员，主攻110米栏。他是三届世界田径锦标赛冠军，2024年巴黎奥运会冠军。他在2021年美国田径选拔赛跑出的12秒81是人类历史第二快成绩。在60米栏这个项目霍洛威有统治性的表现，他是两届世界室内田径锦标赛冠军，并且创造了7秒27的世界纪录，自2014年3月起霍洛威在这个项目上未嘗敗績。
尽管是一名跨栏运动员，但霍洛威在佛罗里达大学比赛时展现了惊人的跨项目能力，除了跨栏他还参加了平跑、接力赛和跳远等项目。 他出色的能力对佛罗里达队在NCAA锦标赛上的表现起到了关键作用。

## 早年经历
霍洛威出生于弗吉尼亚州切萨皮克，母亲Latasha、父亲Stan。霍洛威从小便和哥哥在父亲的指导下参加田径比赛，直到高中他们还是Track 757俱乐部的成员。霍洛威和哥哥一起在Grassfield高中的灰熊队参加田径比赛，并在橄榄球队担任外接手，高中毕业后，他为了能够参加奥运而选择放弃美式橄欖球，专攻跨栏项目，因此他选择进入佛罗里达大学就读。